# Oakley (Kansas)
Oakley es una ciudad ubicada en los condados de Logan, Gove  y Thomas en el estado estadounidense de Kansas. En el año 2010 tenía una población de 2045 habitantes y una densidad poblacional de 417,35 personas por km².

## Geografía
Oakley se encuentra ubicada en las coordenadas 39°7′41″N 100°51′16″O / 39.12806, -100.85444 (39.128023, -100.854490).

## Demografía
Según la Oficina del Censo en 2000 los ingresos medios por hogar en la localidad eran de $30,781 y los ingresos medios por familia eran $41,066. Los hombres tenían unos ingresos medios de $30,179 frente a los $19,886 para las mujeres. La renta per cápita para la localidad era de $16,882. Alrededor del 7.2% de la población estaban por debajo del umbral de pobreza.